# Station Žilina

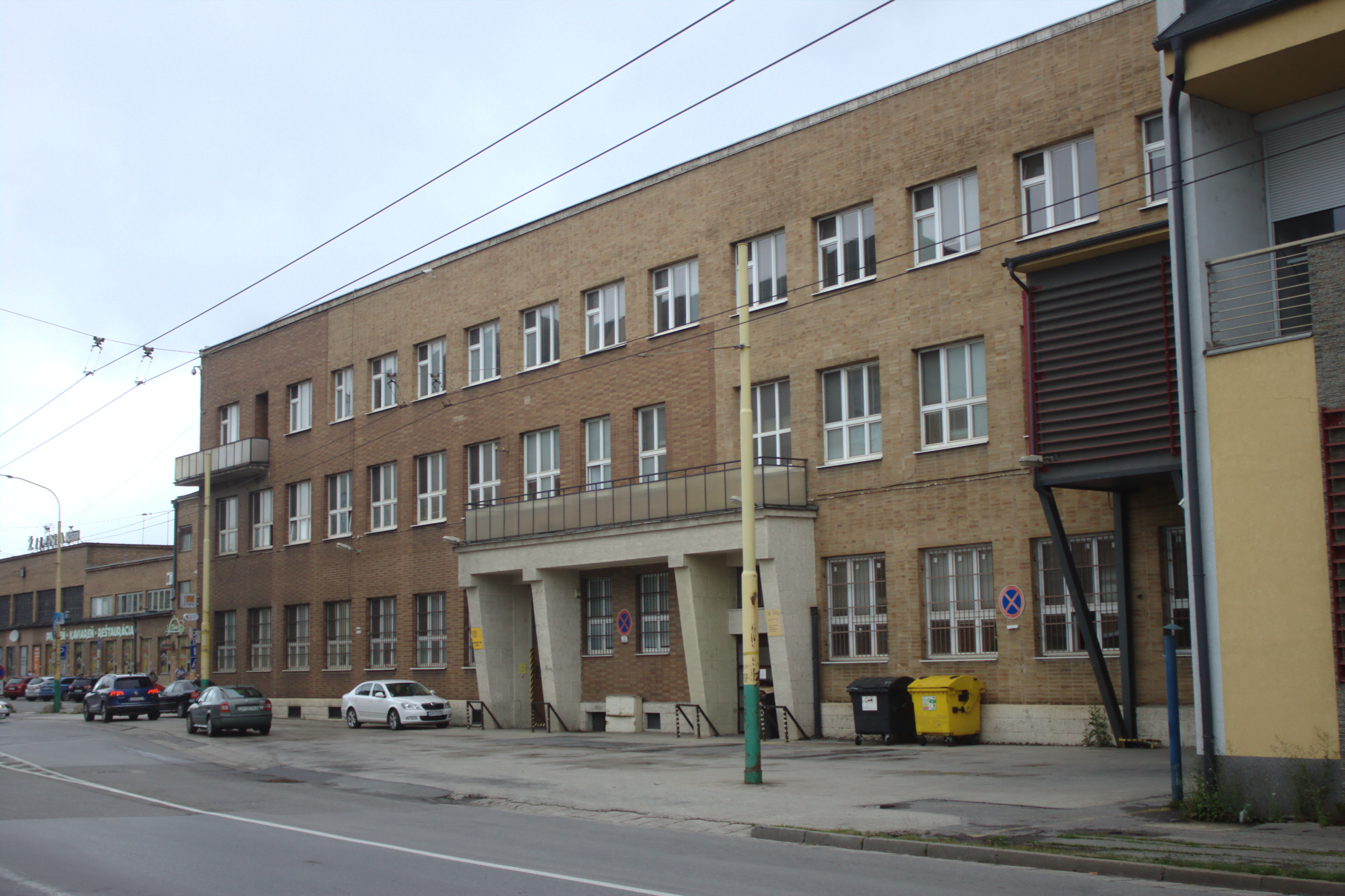
Een deel van het stationsgebouw

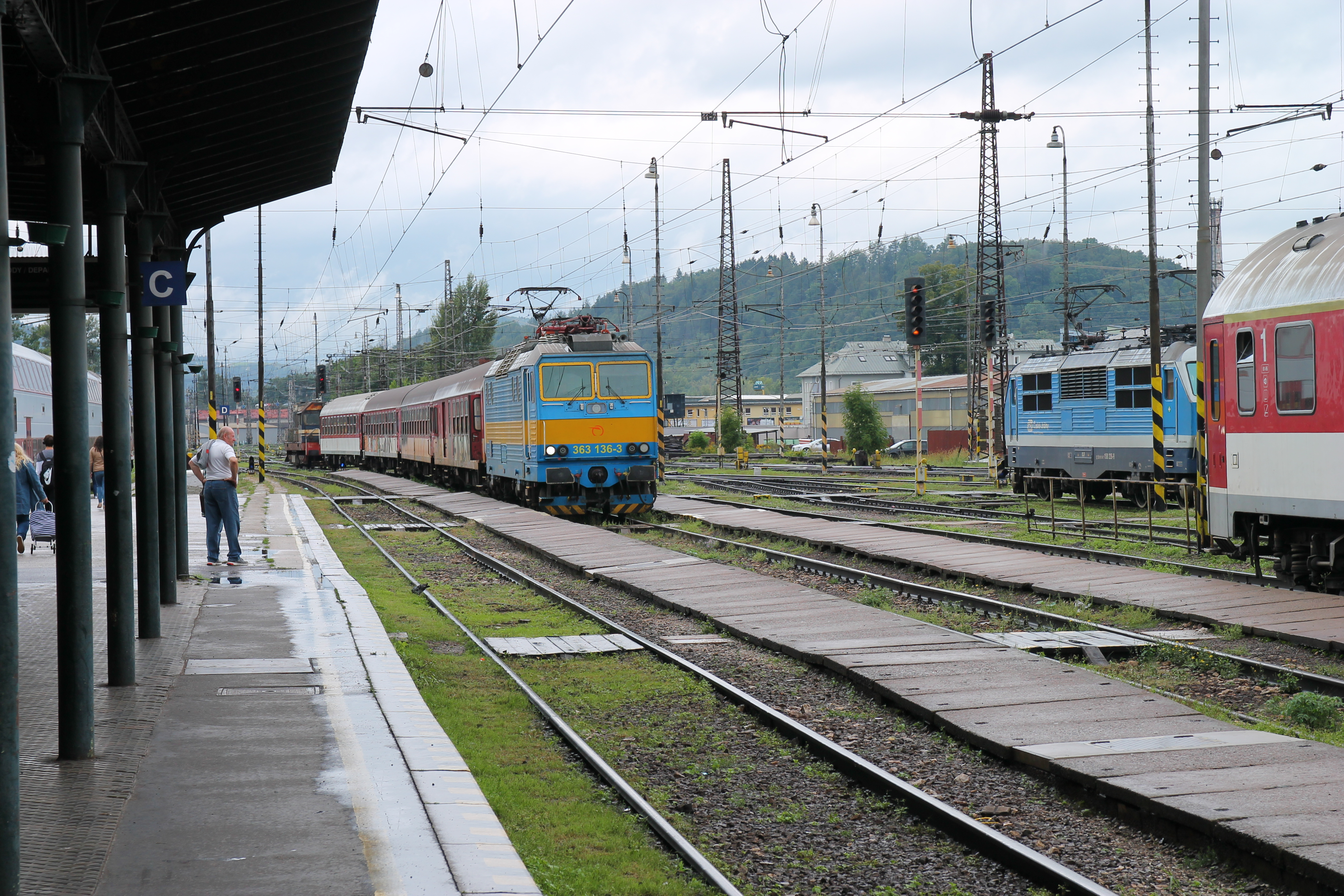
Zicht op de perrons en de sporen

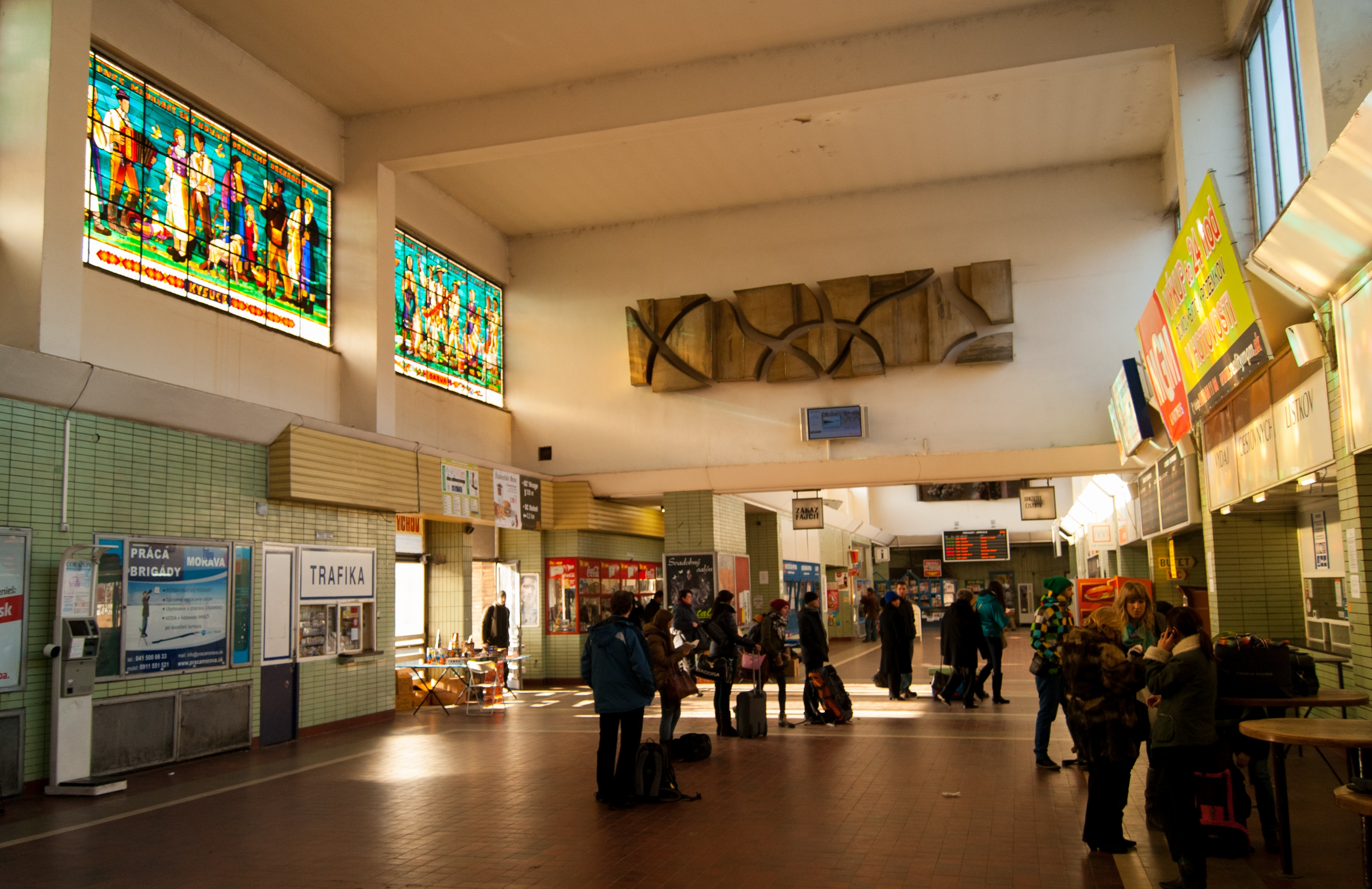
De lokettenzaal is verfraaid met glas-in-loodramen

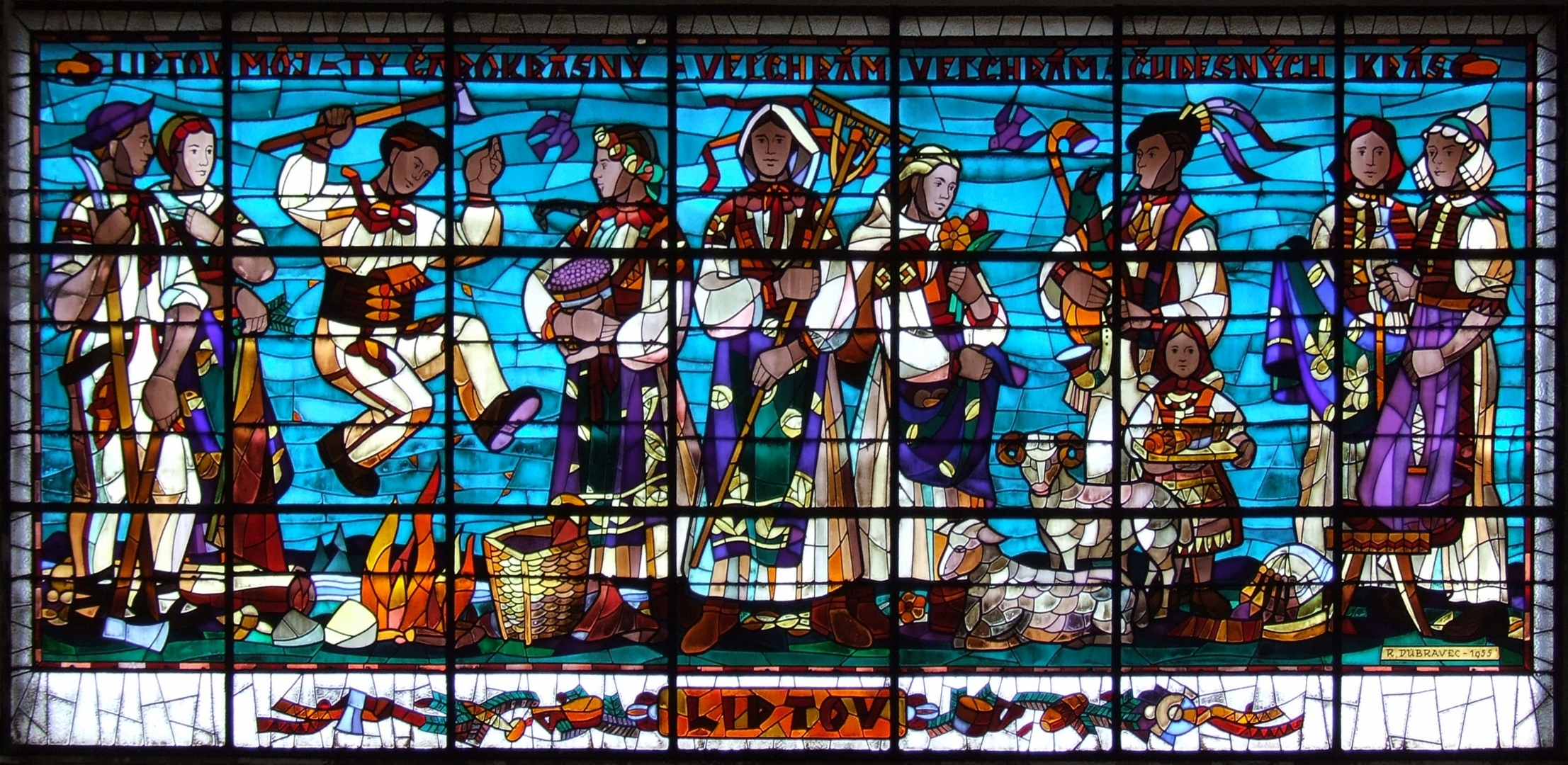
Glas-in-loodraam in het station

Het station Žilina is het centraal station in de Slowaakse stad Žilina. Het is een belangrijk spoorwegknooppunt en ligt ten noordoosten van het historische stadscentrum. 

## Geschiedenis
De bouw van het station in Žilina hangt nauw samen met de aanleg van de Košice-Bohumín-spoorweg (lijn 180), die in 1867-1872 door de Anglo-Oostenrijkse Bank werd aangelegd. De daadwerkelijke werkzaamheden nabij de stad begonnen pas in het late voorjaar van 1870, maar een half jaar nadien - op 20 december 1870 om elf uur - arriveerde in Žilina de eerste trein via de zopas voltooide lijn.
De spoorlijn werd aangelegd vanuit Český Těšín (Tsjechië) en op 8 januari 1871 reden vanaf daar regelmatige treinen naar Žilina. 
Het belang van het station groeide met de indienststelling van nieuwe trajecten in oostelijke richting. De gehele spoorlijn Košice-Bohumín was op 18 maart 1872 klaar. Toen was ook de noord-zuidverbinding naar Boedapest via Zvolen en Vrútky gereed.
Aanvankelijk was Žilina een kleine stad met ongeveer 3.000 inwoners en ze was van verwaarloosbaar economisch belang. Dit veranderde echter in 1883 na de voltooiing van de zogenaamde Považ-spoorweg (Bratislava – Žilina), die aanvankelijk eindigde op het station Nová Žilina. Nadat de lijnen werden verbonden, werd het station van Žilina een knooppunt van groot strategisch belang, en het verkeersvolume groeide snel. In 1899, na de opening van lijn 126 (Žilina – Rajec) nam het belang van het station zelfs nog toe.

## Lijnen
Het station is het eindpunt van de volgende lijnen:
- geëlektrificeerde lijnen:
  - 120 naar Bratislava,
  - 180 naar Košice,
  - 127 naar Čadka,
- niet-geëlektrificeerde lijn:
  - 126 naar Rajec.

Er zijn rechtstreekse verbinding met Tsjechië en Polen. 
Station Žilina ligt op de volgende takken van de pan-Europese corridors:
- V (Bratislava - Užhorod) (Oekraïne)
- VI (Gdańsk - Žilina).

## Station

### Perrons
Er zijn zeven perrons:
- perron 1 is bereikbaar vanaf het ontvangstgebouw en de onderdoorgang,
- de perrons 2 en 3 zijn bereikbaar via de onderdoorgang vanaf het ontvangstgebouw en vanaf de Národná-straat,
- de perrons 4 tot 7 zijn toegankelijk vanaf perron 1.

### Gedenkplaten
In de vestibule hangt een gedenkplaat gewijd aan de spoorwegarbeiders gevallen tijdens de Tweede Wereldoorlog.

### Kunstwerken
Het station is rijk aan kunstwerken. De meest zichtbare elementen zijn de vijf kleurige glas-in-loodramen die uitkijken op de Hviezdoslavová-straat. Ze stellen het stadswapen voor, evenals figuranten uit karakteristieke plaatsen in de regio Žilina.

### Dienstverlening
Anno 2025 worden aan het loket reisbiljetten verkocht voor binnenlands en internationaal verkeer. Voor de openingsuren: zie hierna de externe link: "ŽSSK - Loket - Openingsuren".
Ook de particuliere vervoerder RegioJet heeft in het station een klantendienst.
Er zijn bovendien diverse verkoopsstands, een restaurant, een bagagebewaarplaats en een wachtzaal.

## Verkeer

### Treinen

#### Binnenverkeer
Treinen van alle nationale categorieën (Os, RR, REX, R, Ex, IC) hebben een stilstand in het station Žilina, zodat de stad rechtstreeks verbonden is met het merendeel van de andere grote steden in Slowakije. Er zijn onder meer verbindingen naar Bratislava, Košice, Prešov, Banská Bystrica, Trenčín, Trnava en Martin. Het station wordt door de ŽSSK benut voor passagiersvervoer.
Ook de particuliere onderneming Leo Express organiseert treindiensten in Slowakije.

#### Internationaal verkeer
Diverse internationale treinen naar Tsjechië, Polen en Oostenrijk hebben een stilstand in het station.

### Autobussen
Aan de voorgevel van het station is een halte voor autobussen en trolleybussen.